# Flushing Avenue (stacja metra na Crosstown Line)
Flushing Avenue – stacja metra nowojorskiego, na linii G. Znajduje się w dzielnicy Brooklyn, w Nowym Jorku i zlokalizowana jest pomiędzy stacjami Broadway i Myrtle–Willoughby Avenues. Została otwarta 1 lipca 1937.